# Grand Prix Eric De Vlaeminck
Le Grand Prix Eric De Vlaeminck est une compétition de cyclo-cross disputée annuellement dans les environs du Circuit de Zolder, à Heusden-Zolder en Flandre. La course est organisée en hommage au septuple champion du monde de cyclo-cross Eric De Vlaeminck.
La première édition, en 2000, est organisée pour préparer la venue des mondiaux de cyclo-cross de 2002. Les années suivantes, en 2003 et 2004, le Grand Prix de Eric De Vlaeminck a lieu en août durant la saison d'été,.
Depuis 2008, le cyclo-cross est organisé le 26 décembre, le lendemain de Noël. Il fait partie de la Coupe du monde de cyclo-cross jusqu'en 2019 puis rejoint le Superprestige à partir de la saison 2020-2021.
Comme en 2002, l'épreuve 2016 est remplacée par les mondiaux de cyclo-cross.

## Palmarès

### Hommes élites
| Année     | Vainqueur               | Deuxième                | Troisième               |
| --------- | ----------------------- | ----------------------- | ----------------------- |
| 2000      | Sven Nys                | Petr Dlask              | Bart Wellens            |
| 2001      | Pas organisé            | Pas organisé            | Pas organisé            |
| 2002      | Mondiaux de cyclo-cross | Mondiaux de cyclo-cross | Mondiaux de cyclo-cross |
| 2003      | Bart Wellens            | Ben Berden              | Mario De Clercq         |
| 2004      | Sven Nys                | Ben Berden              | Wim Jacobs              |
| 2005-2007 | Pas organisé            | Pas organisé            | Pas organisé            |
| 2008      | Thijs Al                | Kevin Pauwels           | Sven Vanthourenhout     |
| 2009      | Kevin Pauwels           | Niels Albert            | Sven Nys                |
| 2010      | Lars Boom               | Niels Albert            | Bart Wellens            |
| 2011      | Kevin Pauwels           | Zdeněk Štybar           | Sven Nys                |
| 2012      | Sven Nys                | Niels Albert            | Zdeněk Štybar           |
| 2013      | Lars van der Haar       | Martin Bína             | Zdeněk Štybar           |
| 2014      | Lars van der Haar       | Kevin Pauwels           | Corné van Kessel        |
| 2015      | Mathieu van der Poel    | Kevin Pauwels           | Lars van der Haar       |
| 2016      | Mondiaux de cyclo-cross | Mondiaux de cyclo-cross | Mondiaux de cyclo-cross |
| 2016      | Wout van Aert           | Laurens Sweeck          | Kevin Pauwels           |
| 2017      | Mathieu van der Poel    | Laurens Sweeck          | Wout van Aert           |
| 2018      | Mathieu van der Poel    | Wout van Aert           | Joris Nieuwenhuis       |
| 2019      | Mathieu van der Poel    | Laurens Sweeck          | Quinten Hermans         |
| 2020      | Mathieu van der Poel    | Wout van Aert           | Lars van der Haar       |
| 2021      | Wout van Aert           | Tom Pidcock             | Eli Iserbyt             |
| 2022      | Wout van Aert           | Mathieu van der Poel    | Lars van der Haar       |
| 2023      | Wout van Aert           | Eli Iserbyt             | Joris Nieuwenhuis       |

### Femmes élites
| Année | Vainqueur               | Deuxième                | Troisième               |
| ----- | ----------------------- | ----------------------- | ----------------------- |
| 2008  | Marianne Vos            | Hanka Kupfernagel       | Daphny van den Brand    |
| 2009  | Marianne Vos            | Katherine Compton       | Daphny van den Brand    |
| 2010  | Katherine Compton       | Marianne Vos            | Sanne van Paassen       |
| 2011  | Marianne Vos            | Daphny van den Brand    | Sanne van Paassen       |
| 2012  | Marianne Vos            | Katherine Compton       | Sanne Cant              |
| 2013  | Katherine Compton       | Marianne Vos            | Sanne Cant              |
| 2014  | Marianne Vos            | Kateřina Nash           | Pauline Ferrand-Prévot  |
| 2015  | Sanne Cant              | Katherine Compton       | Ellen Van Loy           |
| 2016  | Mondiaux de cyclo-cross | Mondiaux de cyclo-cross | Mondiaux de cyclo-cross |
| 2016  | Marianne Vos            | Sanne Cant              | Kateřina Nash           |
| 2017  | Sanne Cant              | Katherine Compton       | Eva Lechner             |
| 2018  | Marianne Vos            | Lucinda Brand           | Sanne Cant              |
| 2019  | Lucinda Brand           | Ceylin Alvarado         | Annemarie Worst         |
| 2020  | Lucinda Brand           | Ceylin Alvarado         | Annemarie Worst         |
| 2021  | Lucinda Brand           | Fem van Empel           | Annemarie Worst         |
| 2022  | Ceylin Alvarado         | Inge van der Heijden    | Lucinda Brand           |
| 2023  | Fem van Empel           | Ceylin Alvarado         | Inge van der Heijden    |

### Hommes espoirs
| Année | Vainqueur               | Deuxième                | Troisième               |
| ----- | ----------------------- | ----------------------- | ----------------------- |
| 2015  | Joris Nieuwenhuis       | Daan Hoeyberghs         | Adam Ťoupalík           |
| 2016  | Mondiaux de cyclo-cross | Mondiaux de cyclo-cross | Mondiaux de cyclo-cross |
| 2016  | Joris Nieuwenhuis       | Clément Russo           | Adam Ťoupalík           |
| 2017  | Tom Pidcock             | Eli Iserbyt             | Joris Nieuwenhuis       |
| 2018  | Eli Iserbyt             | Maik van der Heijden    | Timo Kielich            |
| 2019  | Kevin Kuhn              | Antoine Benoist         | Loris Rouiller          |

### Hommes juniors
| Année | Vainqueur               | Deuxième                | Troisième               |
| ----- | ----------------------- | ----------------------- | ----------------------- |
| 2015  | Thomas Bonnet           | Jappe Jaspers           | Tanguy Turgis           |
| 2016  | Mondiaux de cyclo-cross | Mondiaux de cyclo-cross | Mondiaux de cyclo-cross |
| 2016  | Thymen Arensman         | Toon Vandebosch         | Andreas Goeman          |
| 2017  | Tomáš Kopecký           | Jarno Bellens           | Niels Vandeputte        |
| 2018  | Ryan Cortjens           | Luke Verburg            | Lewis Askey             |
| 2019  | Thibau Nys              | Dario Lillo             | Lennert Belmans         |
| 2020  | Pas organisé            | Pas organisé            | Pas organisé            |
| 2021  | David Haverdings        | Aaron Dockx             | Nathan Smith            |
| 2022  | Seppe van den Boer      | Yordi Corsus            | Václav Ježek            |
| 2023  | Senna Remijn            | Keije Solen             | Artur van den Boer      |